# الکساندر زامولودچیکوف
الکساندر زامولودچیکوف (روسی: Алекса́ндр Бори́сович Замоло́дчиков؛ انگلیسی: Alexander Zamolodchikov؛ زاده ۱۸ سپتامبر ۱۹۵۲) فیزیک‌دان اهل روسیه است که بیشتر به خاطر مشارکتهایش در زمینه‌های فیزیک ماده چگال و نظریه ریسمان شناخته می‌شود.